# Cañada (kommun i Spanien)
Cañada är en kommun i Spanien.   Den ligger i provinsen Provincia de Alicante och regionen Valencia, i den sydöstra delen av landet, 300 km sydost om huvudstaden Madrid. Antalet invånare är 1 237. Arean är 19,3 kvadratkilometer. Cañada gränsar till Biar, El Camp de Mirra och Villena. 
Terrängen i Cañada är platt österut, men västerut är den kuperad.